# Crna lista (TV serija)
Crna lista (engl. The Blacklist) je američka kriminalistička drama TV kuće NBC. U Srbiji se prikazuje na televiziji Foks lajf. Rejmond "Red" Redington (James Spader), bivši oficir Američke ratne mornarice i kriminalac velikih razmera dobrovoljno se predaje FBI-u, nakon uspešnog izbegavanja hapšenju decenijama. On govori FBI-u da ima listu najopasnijih kriminalaca na svetu, koju je sastavljao godinama i želi da je preda u zamenu za pravni imunitet. Međutim, on insistira da radi isključivo sa tek regrutovanim FBI profajlerom Elizabet Kin (Megan Boone).
Dana 4. oktobra 2013, NBC je naručio devet novih epizoda, popunjavajući prvu sezonu serije. Decembra 3. 2013, NBC je obnovio seriju drugom sezonom od 22 epizode. Maja 11, 2014, zahvaljujući velikom uspehu serije, NBC je odlučio da emituje epizodu u zavidnom terminu po završetku Super Bowl-a 2015.

## Premisa
Rejmond "Red" Redington, nekadašnji oficir mornaričke obaveštajne službe koji je nestao pre 20 godina da bi postao jedan od 10 najtraženijih begunaca FBI-a, predaje se zameniku direktora FBI-a Haroldu Kuperu u Vašingtonu. Nakon što ga odvode u tajni zatvor, Redington tvrdi da želi da pomogne FBI-u da nađe i privede kriminalce i teroriste sa kojima je on proveo zadnjih 20 godina; ljude koji su toliko opasni i podli da vlada SAD-a nije ni svesna njihovog postojanja.
On nudi Kuperu svoje znanje i pomoć uz dva uslova, pravni imunitet i da radi isključivo sa Elizabet Kin, tek regrutovanim FBI profajlerom koji je dodeljen Kuperu. Kin i Kuper su nesigurni oko Redingtonovog interesovanja za nju, ali on kaže da je Kin "veoma specijalna". Nakon što Kuper testira Redingtonovu ponudu u nalaženju i ubijanju teroriste u prvoj epizodi, Redington otkriva da je taj čovek bio samo prvo ime na njegovoj "crnoj listi" globalnih kriminalaca, koju je sastavljao tokom svoje kriminalne karijere i tvrdi da FBI i on imaju zajedničku korist njihovom eliminacijom. Misterije u Redingtonovom i Elizabetinom životu, kao i njegovo interesovanje za nju, postepeno bivaju otkrivene kako vreme odmiče. Svaka epizoda uključuje jednog globalnog kriminalca i Redingtonovu pomoć timu u nalaženju i hapšenju istog. Redni broj kriminalca sa liste je prikazan na početku svake epizode.

## Glumci i uloge
| Glumac            | Uloga                           | Položaj                                                         | Sezone         | Sezone         | Sezone       | Sezone       |
| Glumac            | Uloga                           | Položaj                                                         | 1              | 2              | 3            |              |
| ----------------- | ------------------------------- | --------------------------------------------------------------- | -------------- | -------------- | ------------ | ------------ |
| James Spader      | Rejmond "Red" Redington         | Doušnik, FBI                                                    | Glavna uloga   | Glavna uloga   | Glavna uloga |              |
| Megan Boone       | Elizabet "Liz" Kin/Maša Rostova | Specijalni konsultant, FBI                                      | Glavna uloga   | Glavna uloga   | Glavna uloga |              |
| Diego Klattenhoff | Donald Resler                   | Specijalni agent, FBI Direktor Protivterorističke jedinice, FBI | Glavna uloga   | Glavna uloga   | Glavna uloga | Glavna uloga |
| Ryan Eggold       | Tom Kin/Džejkob Felps           | Špijun                                                          | Glavna uloga   | Glavna uloga   | Glavna uloga |              |
| Parminder Nagra   | Mira Malik                      | Agent, CIA                                                      | Glavna uloga   |                |              |              |
| Harry Lennix      | Harold Kuper                    | Direktor Protivterorističke jedinice, FBI                       | Glavna uloga   | Glavna uloga   | Glavna uloga | Glavna uloga |
| Amir Arison       | Aram Možtabai                   | Specijalista za računare, FBI                                   | Sporedna uloga | Glavna uloga   | Glavna uloga |              |
| Mozhan Marnò      | Samar Navabi                    | Agent, Mosad                                                    |                | Glavna uloga   | Glavna uloga |              |
| Hisham Tawfiq     | Dembe Zuma                      | Redingtonov telohranitelj                                       | Sporedna uloga | Sporedna uloga | Glavna uloga |              |

## Sporedne uloge

#### Sezona 1
- Čarls Bejker kao Grej Bio je Redingtonov pomoćnik.
- Debora S. Kreig kao Luli Ženg, jedan od Redingtonovih telohranitelja i rukovodilac novca
- Džejn Aleksander kao Dien Fauler, Šef kriminalne jedinice ministarstva pravosuđa
- Grem Malkolm kao "Čovek sa jabukom", čovek koji je špijunirao dom Kinove
- Rejčel Brosnahan kao Džolin Parker/Luci Bruks, žena koja je ušla u Tomov život
- Lens Redik kao Kauboj, lovac na glave koga je Red unajmio da nađe Džolin
- Emili Tremejn kao Audri Bidvel, Reslerova bivša verenica
- Suzan Blomert kao g. Kaplan, Redingtonov lični čistač mesta zločina
- Alan Alda kao Alan Fič, Zamenik direktora Nacionalne bezbednosti
- Piter Stormer kao Milos "Berlin" Kirčof, nekadašnji član KGB

#### Sezona 2
- Alan Alda as Alan Fitč, Zamenik direktora Nacionalne bezbednosti
- Suzan Blomert kao g. Kaplan, Redingtonov lični čistač mesta zločina
- Piter Stormer kao Milos "Berlin" Kirčof, nekadašnji član KGB
- Meri-Luis Parker kao Naomi Hajland/Karla Redington, Redingtonova bivša žena
- Pol Rubens kao g. Vargas, Redingtonov dvostruki agent
- Hal Ozan kao Ezra, telohranitelj dodeljen Elizabeti od strane Redingtona
- Klark Midlton kao Glen Karter, radnik u ministarstvu saobraćaja, povremeno angažovan od strane Redingtona zbog dobijanja informacija
- Skoti Tompson kao Zoi D'Antonio, Berlinova ćerka
- Tedi Koluka as Brimli
- Ron Perlman kao Luter Brakston, dobro poznat međunarodni lopov
- Dženel Moloni kao Kat Gudson, Direktorov asistent and veza između NCS i FBI
- Rid Birni kao Tom Konoli, Državni tužilac i dobar prijatelj direktora Kupera
- Majkl Kostrof kao Martin Vilkoks, detektiv koji istražuje ubistvo Judžina Ejmsa
- Dante Nero kao Semjuel Aleko, bivši doušnik Mire Malik
- Dejvid Strathairn kao Direktor (Piter Kotsiopulos), misteriozan šef NCS-a
- Adrien Lenoks kao Zamenik državnog tužioca Reven Rajt
- Ralf Braun kao Rodžer Hobs, član Kabala koji pomaže Redingtonu
- Džejms A. Stivens kao Kenet Džasper, član Kabala
- Ned van Zant kao Leonard Koul, Redingtonov saveznik i ekspert za kompjutersku bezbednost
- Majkl Masi kao Karakurt, ubica

#### Sezona 3
- Edi Gategi kao Matajas Solomon, agent Kabala koji je poslat da ulovi Redingtona
- Adrien Lenoks kao Zamenik državnog tužioca Reven Rajt
- Pol Rubens kao g. Vargas, Redingtonov dvostruki agent
- Klark Midlton kao Glen Karter, radnik u ministarstvu saobraćaja, povremeno angažovan od strane Redingtona zbog dobijanja informacija
- Dejvid Strathairn kao Direktor (Piter Kotsiopulos), misteriozan šef NCS-a
- Suzan Blomert kao g. Kaplan, Redingtonov lični čistač mesta zločina
- Kristin Lahti kao Lourel Hičin, predsednikov savetnik za nacionalnu bezbednost
- Fišer Stivens kao Marvin Džerard, Redingtonov advokat
- Ned van Zant kao Leonard Koul, Redingtonov saveznik i ekspert za kompjutersku bezbednost
- Piter Vek kao Ašer Saton, član višeg društva koga Tom Kin iskorišćava da nađe Karakurta
- Konor Lesli kao Gven Holander, Ašer Satonova devojka
- Endru Divof kao Karakurt, ubica
- Toni Plana kao g. Diaz, ministar spoljnih poslova Venecuele
- Didre Lovdžoj kao Sintia Panabejker, savetnik Bele Kuce
- Touni Sajpres kao Nez Rovan, plaćenik
- Famke Džensen kao Suzan Skot Hargrejv

## Epizode
| Sezona | Sezona | Epizode | Epizode | Originalno emitovanje | Originalno emitovanje | Rang | Gledalaca (milion) |
| Sezona | Sezona | Epizode | Epizode | Premijera             | Finale                | Rang | Gledalaca (milion) |
| ------ | ------ | ------- | ------- | --------------------- | --------------------- | ---- | ------------------ |
|        | 1.     | 22      | 22      | Septembar 23, 2013.   | Maj 12, 2014.         | 6    | 14.95              |
|        | 2.     | 22      | 22      | Septembar 22, 2014.   | Maj 14, 2015.         | 14   | 13.76              |
|        | 3.     | 23      | 23      | Oktobar 1, 2015.      | Maj 19, 2016.         | TBD  | TBD                |

## Odziv

#### Kritike
Prva sezona Crne Liste je primila dobre kritike. Rotten Tomatoes je dao seriji 82%, bazirano na 45 kritika, sa prosekom 7/10. Na Metacritic, serija ima ocenu 74 od 100, bazirano na 31 kritici, što ukazuje "generalno povoljne kritike".

### Rejtinzi
| Sezone | Vreme prikazivanja (ET)                  | Epizode | Premijera           | Premijera           | Finale        | Finale              | TV Sezona | Rang | Gledalaca (u milionima) | Uživo + DVR Gledalaca (u milionima) |
| Sezone | Vreme prikazivanja (ET)                  | Epizode | Datum               | Gledalaca (milioni) | Datum         | Gledalaca (milioni) | TV Sezona | Rang | Gledalaca (u milionima) | Uživo + DVR Gledalaca (u milionima) |
| ------ | ---------------------------------------- | ------- | ------------------- | ------------------- | ------------- | ------------------- | --------- | ---- | ----------------------- | ----------------------------------- |
| 1      | Ponedeljak 10:00 p.m.                    | 22      | Septembar 23, 2013. | 12.58               | Maj 12, 2014. | 10.44               | 2013–14   | #6   | 14.95                   | 16.90                               |
| 2      | Ponedeljak 10:00 p.m. Četvrtak 9:00 p.m. | 22      | Septembar 22, 2014  | 12.34               | Maj 14, 2015  | 7.49                | 2014–15   | #14  | 13.76                   | 15.10                               |
| 3      | Četvrtak 9:00 p.m.                       | 23      | Oktobar 1, 2015     | 7.76                | Maj 19, 2016  | TBD                 | 2015–16   | TBA  | TBA                     | TBA                                 |

### Priznanja
| Godina | Udruženje                                     | Kategorija                                                                | Kandidat                    | Rezultat   |
| ------ | --------------------------------------------- | ------------------------------------------------------------------------- | --------------------------- | ---------- |
| 2014   | Nagrada Zlatni globus                         | "Best Actor - Television Series Drama"                                    | Džejms Spejder              | Номинација |
| 2014   | People's Choice Awards                        | "Favorite New Television Drama"                                           | The Blacklist               | Номинација |
| 2014   | Entertainment Weekly Nagrade za finale sezone | "Best Non-Romantic Cliffhanger"                                           | "Berlin (Br. 8) Zaključak"  | Номинација |
| 2014   | Entertainment Weekly Nagrade za finale sezone | "Funniest Moment in a Drama"                                              | "Berlin (Br. 8) Zaključak"  | Номинација |
| 2014   | Entertainment Weekly Nagrade za finale sezone | "Weakest/Most Divisive Twist"                                             | "Berlin (Br. 8) Zaključak"  | Номинација |
| 2014   | Entertainment Weekly Nagrade za finale sezone | "Best Final Shot"                                                         | "Berlin (Br. 8) Zaključak"  | Номинација |
| 2014   | Entertainment Weekly Nagrade za finale sezone | "Most Likely to Earn Someone an Emmy Nomination"                          | "Berlin (Br. 8) Zaključak"  | Номинација |
| 2014   | Entertainment Weekly Nagrade za finale sezone | "Biggest Regret That I Didn't See It, I Just Heard or Read About It"      | "Berlin (Br. 8) Zaključak"  | Номинација |
| 2014   | Primetime Creative Arts Emmy Awards           | "Outstanding Stunt Coordination for a Drama Series, Miniseries, or Movie" | The Blacklist               | Освојено   |
| 2014   | ASCAP Film and Television Music Awards        | "Top TV Series"                                                           | The Blacklist (Dejv Porter) | Освојено   |
| 2014   | Saturn Award                                  | "Best Network Television Series Release"                                  | The Blacklist               | Номинација |
| 2014   | Saturn Award                                  | "Best Actor in a Television Series"                                       | Džejms Spejder              | Номинација |
| 2015   | Golden Globe Awards                           | "Best Actor -Television Series Drama"                                     | Džejms Spejder              | Номинација |
| 2015   | Primetime Emmy Awards                         | Outstanding Guest Actor in a Drama Series                                 | Alan Alda                   | Номинација |

## Emitovanje
Serija je emitovana istovremeno na Global u Kanadi. Na Novom Zelandu, serija je imala premijeru na TV3 Februara 2, 2014. Druga sezona je premijerno prikazana septembra 23. U Ujedinjenom Kraljevstvu, serija je premijerno prikazana na Sky Living oktobra 4, 2013. Druga sezona je premijerno prikazana oktobra 3, 2014. Netfliks ima prava za emitovanje prve i druge sezone u SAD-u, Australiji i Latinskoj Americi.

## Spoljašnje veze
- Званични веб-сајт
- Crna lista (TV serija) на веб-сајту  (језик: енглески)